# Билай, Вера Иосифовна
Вера Иосифовна Билай (до замужества Деняк; 29 июня [12 июля] 1908, Никополь, Екатеринославская губерния — 12 июня 1994, Киев) — советский и украинский ботаник-миколог и фармаколог, член-корреспондент АН УССР (1961—1991). Заслуженный деятель науки УССР (1968).

## Биография
Родилась 29 июня (12 июля) 1908 года в Никополе. В 1924 году поступила в Криворожский сельскохозяйственный институт, который окончила в 1929 году.
С 1935 года работала в Институте микробиологии и вирусологии, с 1958 года заведовала отделом физиологии грибов. Член ВКП(б) с 1942 года.
В 1991 году вышла на пенсию.
Умерла 12 июня 1994 года в Киеве. Похоронена на Байковом кладбище.

## Научная деятельность
Основные научные работы посвящены изучению грибов, образующих токсины, которые повреждают пищевые и кормовые продукты и вызывают заболевания животных и человека, а также приводят к разрушению промышленных материалов.
Совместно с Николаем Пидопличко создала и внедрила в медицинскую практику антибиотик микроцид.

### Научные труды
- Билай В. И. Основы общей микологии, 1974.
- Билай В. И., Коваль Э. З. Аспергиллы: Определитель / АН УССР, Институт микробиологии и вирусологии имени Д. К. Заболотного. — Киев: Наукова думка, 1988. — 202 с.

### Членство в обществах
- 1975—1991 — Почётный член Всесоюзного микробиологического общества.

## Награды
- Сталинская премия 3-й степени (1952) — за создание и внедрение в медицинскую практику нового лекарственного препарата;
- дважды орден Трудового Красного Знамени (1954, 1978);
- дважды орден «Знак Почёта» (1960, 1973);
- орден Ленина (1986);
- Заслуженный деятель науки УССР (1968);
- медали.